# Clelia Mosher
Pour les articles homonymes, voir Mosher.
Clelia Duel Mosher, née le 16 décembre 1863 à Albany (États-Unis) et morte le 21 décembre 1940 à Palo Alto (États-Unis), est une médecin et chercheuse américaine dont la majorité des travaux portent sur la santé des femmes. Auteure de nombreux articles scientifiques et de vingt et un ouvrages portant sur l'hygiène, l'exercice physique et la prophylaxie, elle est connue pour ses travaux portant sur les règles, la force physique des femmes et la sexualité féminine. Pionnière dans l'étude de ce dernier domaine, elle est ainsi l'auteure de la première enquête portant sur les pratiques sexuelles des femmes américaines, redécouverte en 1974, qui reste la seule étude connue de l'époque victorienne sur le sujet, un demi-siècle avant la publication des rapports Kinsey.

## Biographie

### Jeunesse et formation
Clelia Mosher est la fille de Sarah Burritt et de Cornelius Mosher, médecin de la ville d'Albany, dans l'État de New York, sommité dans le domaine de la démence, membre du Board of Education et propriétaire d'une riche bibliothèque. Le couple a une autre fille, Esther, qui meurt quand Clelia Mosher a vingt-deux ans.
Clelia Mosher étudie à l'Albany Female Academy à partir de ses onze ans, et jusqu'à l'obtention de son diplôme de fin d'études secondaires en 1881,,. En raison de la santé tuberculeuse de sa fille, le père de Clelia Mosher s'oppose à ce que celle-ci poursuive des études à l'université, et souhaite la garder auprès de lui. Il transforme une serre attenante à leur maison en lieu d'apprentissage afin de lui enseigner la botanique et engage un jardinier pour lui apprendre l'horticulture, afin qu'elle s'établisse comme fleuriste,. Déterminée à entreprendre des études de médecine, elle gagne en trois ans, grâce à son commerce établi sur la propriété familiale, assez pour financer ses études universitaires, soit deux mille dollars. Elle intègre alors le Wellesley College en 1889, à l'âge de vingt-cinq ans,,. En raison de sa santé fragile et de sa mauvaise préparation scolaire, elle connaît des débuts difficiles et double sa première année, qu'elle obtient en 1891. Elle intègre par la suite l'université du Wisconsin pour sa junior year, où elle commence son enquête sur les pratiques sexuelles des femmes. Elle étudie ensuite à l'université Stanford pour sa senior year à partir de 1892,, suivant ainsi d'anciens de ses professeurs qui participent à la création de l'université et originaires de Wellesley et de Madison. Elle y obtient un Bachelor en physiologie en 1893,.
Elle reste à l'université comme assistante en hygiène, ce qui lui permet d'examiner les nouvelles étudiantes de l'université et donne matière à son travail de master soutenu en 1894. Son travail s'intéresse à la conviction scientifique qui affirme alors que pour des raisons physiologiques, les femmes respirent de manière costale, au niveau de leur poitrine, tandis que les hommes respirent de façon diaphragmatique, la différence étant liée au fait que les femmes doivent porter les enfants . En réalisant des observations sur des étudiantes de Stanford et des femmes enceintes, et en prenant des mesures pour la première fois sur des femmes déshabillées, Mosher conclut que ce sont les pratiques vestimentaires contraignantes de l'époque, avec le port de corset et de sous-vêtements serrés, qui sont à l'origine d'une différence de respiration entre les sexes,. Sa thèse est confirmée en 1896 par un médecin de l'université de Harvard,.
Clelia Mosher étudie également les menstruations. Grâce à des questionnaires qu'elle donne aux étudiantes, elle a pour but de décrire les règles et leurs variations. Cependant, les données qu'elle récolte l'amène à envisager d'étudier la médecine afin de pleinement les exploiter. Elle entre en 1896 à l'école de médecine Johns-Hopkins, qui ouvre la même année, où elle étudie aux côtés de Gertrude Stein. Elle en sort diplômée en 1900.

### Carrière

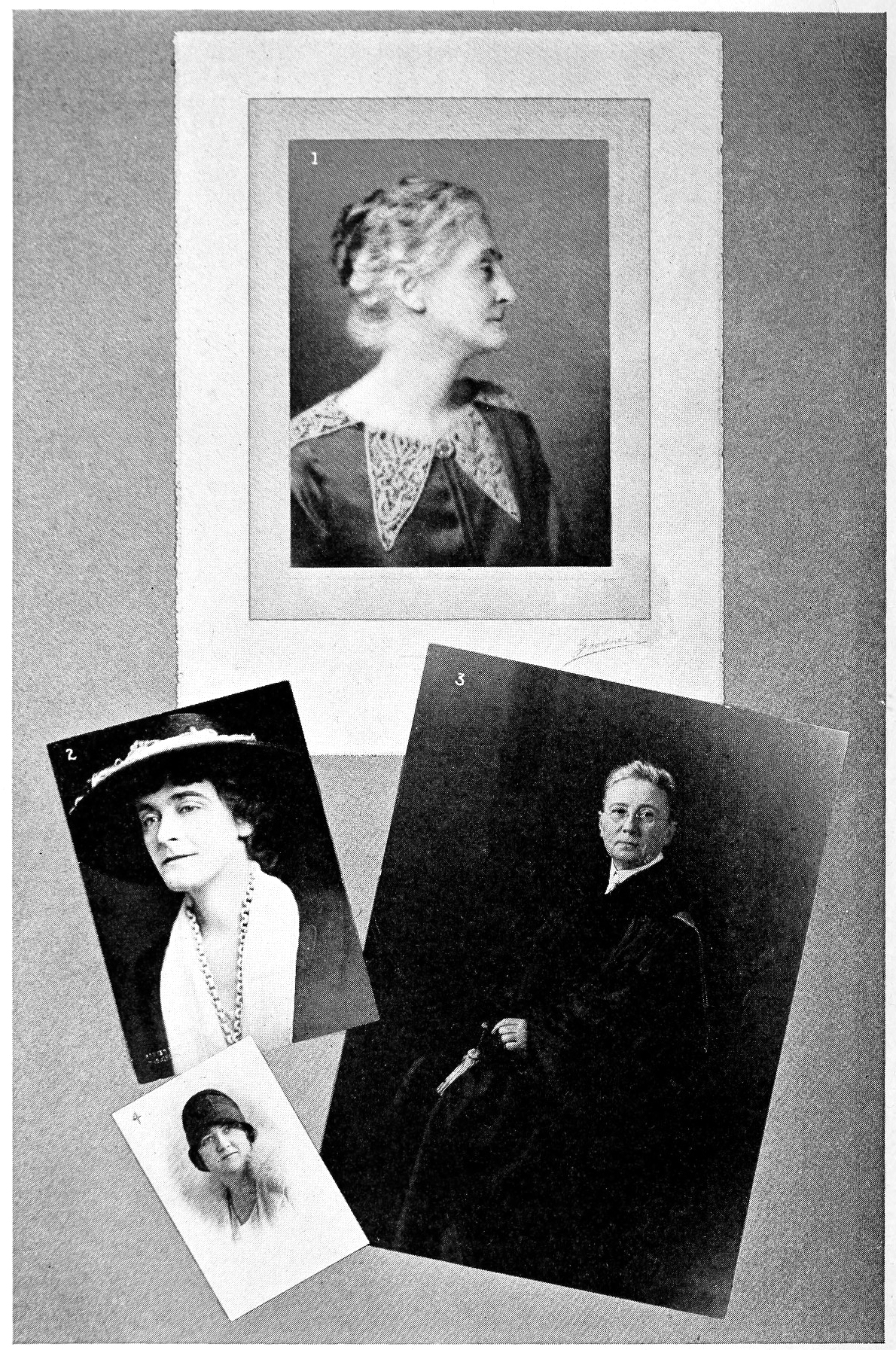
Clelia Mosher (photo en bas à droite), aux côtés de Fannie Brown Patrick, Anne Jennings Kluegel et B. F. Chappelle.

Après l'obtention de son diplôme de docteure en médecine, elle passe une année d'externat au dispensaire de l'hôpital Johns-Hopkins, comme assistante en gynécologie. Elle étudie durant cette année des données médicales qu'elle a récoltées auprès de femmes durant son séjour à Stanford. Elle publie un article dans le bulletin de Johns-Hopkins sur la caractérisation des menstruations et des facteurs susceptibles de les modifier, qu'elle juge réversibles.
Il lui est proposé un poste de chirurgien en gynécologie, qu'elle décline, car on lui dit qu'il est probable qu'aucun homme n'accepte d'exercer sous les ordres d'une femme,,. Elle retourne en Californie, à Palo Alto, où elle ouvre son propre cabinet médical,, avec pour principale patientèle femmes et enfants, mais elle manque de patients. Sa mère l'y rejoint quelques années plus tard. Parallèlement à sa pratique médicale, Mosher consacre son temps libre à l'apiculture, au jardinage et à l'entretien de sa maison. À Palo Alto, Mosher recherche également des fonds pour mener ses recherches sur les règles, sans succès. En 1910, il lui est offert un poste de professeure assistante en hygiène personnelle et comme conseillère médicale auprès des femmes à l'université de Stanford, où elle retourne et poursuit ses recherches,. Elle analyse notamment les données qu'elle a déjà récoltées, et elle publie son premier article de recherche au sujet des règles l'année suivante. Elle avance qu'il n'y a aucune raison physiologique pour que des règles normales constituent un handicap pour les femmes.
Elle met en évidence les pratiques qui provoquent des règles douloureuses et conseille aux femmes des habitudes et des exercices pour les rendre supportables. En 1914, elle suggère un exercice de respiration afin de rendre les règles moins douloureuses, qui est enseigné aux femmes de l'université, le Mosher breathing exercise (exercice de respiration de Mosher). Elle devient le premier médecin américain à défendre la pratique du renforcement musculaire afin de réduire les douleurs liées aux crampes pendant les règles[réf. nécessaire].
Elle s'engage en 1917 auprès de la Croix-Rouge américaine, après avoir rencontré un ancien professeur de Stanford qui la met en contact avec l'organisation, et elle embarque pour la France. Mosher occupe tout d'abord le poste de conseillère médicale assistante au Children's Bureau, puis devient directrice médicale adjointe du Bureau of Refugees and Relief, sous la direction de William Palmer Lucas, et elle est chargée entre autres de l'évacuation des enfants de la capitale. Elle note que les femmes remplacent les hommes de manière efficace à la fois dans les champs et dans les usines, et dans des tâches qui leur étaient autrefois contre-indiquées en raison de leur « fragilité ». Elle publie ensuite, avec le physiologiste Ernest Martin, un article qui conclut que la différence de force physique entre hommes et femmes est principalement due à l'usage différencié qui en est fait et non à leur physiologie respective,.
De retour aux États-Unis, elle publie dans le Women's Medical Journal plusieurs nouvelles inspirées de la guerre et de la période de reconstruction qui s'ensuit, sous le nom de As Seen by the Doctor. Elle est promue professeure associée en hygiène mais traverse une période difficile.
En 1923, elle publie Woman's Physical Freedom, qui est imprimé à six reprises. En 1924, elle assiste à la conférence internationale des femmes médecins. Elle est nommée professeure à Stanford en 1928.

### Retraite et mort
Affaiblie par des maladies survenues récemment et par l'âge, Clelia Mosher prend sa retraite en 1929. Elle se retire dans sa maison située sur le campus de Stanford et se consacre au jardinage. Elle reçoit en 1934 le titre de docteure honoris causa du Mills College.

## Travaux

### Recherches sur les règles
Mosher commence ses recherches sur les règles alors qu'elle est étudiante à Stanford.
L'opinion prédominante est alors que les femmes sont des personnes en permanence affaiblies par leurs règles. D'après elle, la perception des règles, établie par les hommes, est biaisée, car péjorative et pathologisante. La plupart des informations disponibles sont alors issues de descriptions réalisées par des médecins hommes, sur des femmes dont le cas relève souvent de la pathologie,. Mosher se montre critique envers les connaissances établies et les études précédemment menées sur le sujet. Selon elle, les études existantes ne sont pas exactes, en raison du manque de rigueur des scientifiques et de leur imprécision. Elle affirme ainsi que les observations menées par des hommes sont moins fiables que des descriptions rapportées par les femmes elles-mêmes, mais aussi que les femmes ne communiquent pas franchement à ce sujet avec leurs médecins hommes. Enfin, l'assimilation des jours de menstruations à une période incapacitante, de maladie ou de souffrance a, selon Mosher, une influence psychologique négative sur la perception par les femmes de leurs symptômes liés aux règles.
Afin de caractériser des règles normales et les facteurs qui les influencent, Mosher réalise la première collecte de données connue à propos des règles sur des femmes non malades. En effet, la plupart des informations présentes dans la littérature en gynécologie sont majoritairement issues de cas pathologiques. Elle élabore un questionnaire et le distribue aux étudiantes, qui sont priées de prendre des notes quotidiennes tout au long de leur cycle menstruel. Elle récolte en tout plus de 3 350 dossiers menstruels grâce à environ 400 femmes. Lors de son internat à Hopkins, Mosher étudie les données précédemment récoltées et publie les premiers résultats de ses recherches en 1901, dans le Johns-Hopkins Hospital Bulletin sous le titre de Normal menstruations and some factors modifying it. Elle identifie plusieurs facteurs réversibles pouvant aboutir à une « invalidité » mensuelle, comme les vêtements trop serrés, l'inactivité, la constipation et le fait de s'attendre à une période inconfortable,.
Ses conclusions sont confirmées par ses recherches ultérieures, portant cette fois sur 2 000 cas et 12 000 menstruations. De retour à Stanford, Mosher résume les résultats de ses recherches sur les règles et publie son premier article sur le sujet en 1911 dans le California State Journal of Medicine, sous le titre Functional periodicity in women and some of the modifying factors.
D'après ses recherches, elle conclut que les règles n'ont pas à être douloureuses dans la majorité des cas. Ces douleurs sont selon elle provoquées par différents facteurs sont la position debout, un insuffisant développement musculaire et la sous-utilisation de certains muscles comme le diaphragme et les muscles abdominaux, une activité physique insuffisante durant les menstruations et par le fait de s'attendre à ce qu'il s'agisse d'une période douloureuse et inconfortable.
Durant sa carrière universitaire à son retour de Palo Alto, Mosher met en place des exercices de respiration destinés à soulager les douleurs des règles, qu'elle teste sur ses étudiantes à travers ses cours de Physical training and Personal hygiene. Ces exercices sont surnommés mosherings ou moshers par les étudiants. Le succès de cette méthode est incertain,. Certaines femmes trouvent que ces exercices sont bénéfiques, tandis qu'une majorité de personnes demeurent sceptiques, considérant parfois qu'il s'agit d'une perte de temps.

### Le rapport Mosher
Son travail le plus célèbre est découvert en 1973 par l'historien américain Carl Degler, et révélé en 1974 dans un article qu'il publie dans l'American Historical Review. Il s'agit d'une enquête que Mosher débute en 1892 alors qu'elle est étudiante de premier cycle à l'université du Wisconsin, à l'occasion de la préparation de la conférence sur les relations conjugales organisée par le club des mères,,. Menée jusqu'en 1920, il s'agit de la seule enquête connue sur les habitudes sexuelles de femmes de l'époque victorienne, et de la première étude systématique du genre portant sur des femmes américaines. Cette enquête, intitulée Statistical Survey of the Marriages of Forty-Seven Women, figure dans le dixième volume, Hygiene and Physiology of Women, des nombreux travaux non publiés de Mosher. L'enquête est publiée en 1980.

#### Panel
L'enquête réalisée à l'aide de questionnaire, présente un échantillon de 45 femmes, non représentatives de l'ensemble des femmes de l'époque victorienne car majoritairement issues de la classe moyenne supérieure, plutôt éduquées elles-mêmes ou mariées à des hommes diplômés. Mosher recueille les questionnaires sur différentes périodes : elle obtient les premières réponses par l'intermédiaire des femmes du club des mères de l'université du Wisconsin, puis continue à collecter des réponses lors de ses différents postes et pendant son exercice comme médecin. Parmi les questionnaires, 17 sont ainsi obtenus avant 1900, 14 entre 1913 et 1917 et 5 en 1920, les 9 autres n'étant pas datés,. Les femmes présentent également des âges différents : si la plupart d'entre elles ont grandi et se sont mariées au XIXe siècle, au moins 33 femmes interrogées sont nées avant 1870, dont 17 avant la guerre de Sécession, et les plus jeunes répondantes naissent dans les années 1890,.

#### Questionnaire
Le questionnaire soumis par Mosher est composé de neuf pages et de vingt-cinq questions, comportant parfois des sous-questions,. Les questions sont fermées, mais des détails peuvent être ajoutés à la réponse par les répondantes. L'enquête soumet des questions relatives à la connaissance de la sexualité avant le mariage, au partage d'un lit commun avec l'époux, au désir sexuel, à l'orgasme, aux motivations qui conduisent à un rapport sexuel, à l'utilisation d'une contraception et à leur conception de la sexualité idéale.

#### Résultats de l'enquête
La majorité des répondantes affirment ne rien connaître ou avoir eu peu de connaissances au sujet de la sexualité avant le mariage, tandis que 13 femmes en ont une certaine connaissance et 11 une bonne connaissance, souvent acquise d'ouvrages, de cours, par la famille ou des amis. Les deux-tiers des femmes partagent leur lit avec leur mari, par préférence ou contrainte matérielle, et environ un tiers fait lit à part.
Parmi les femmes interrogées, 35 sur 44 disent ressentir du désir sexuel. 34 femmes rapportent expérimenter l'orgasme et cinq autres jamais, tandis que certains questionnaires sont laissés sans réponse à cette question.
Trente femmes indiquent que la reproduction est la raison principale aux rapports sexuels, 24 mentionnent le plaisir et quelques-unes mentionnent la visée reproductive comme la seule raison valable d'avoir des rapports.
Au moins 30 femmes affirment utiliser une méthode de contraception, pour la plupart la douche vaginale, avec différents liquides : de l'eau chaude, tiède, glacée ou gazéifiée, de l'alcool ou du sulfate de zinc. Les méthode de retrait et de « timing » sont également utilisées. Deux femmes affirment utiliser une cape cervicale à des fins contraceptives et une autre du beurre de cacao.
Les trois-quarts des femmes répondantes ont au moins un rapport sexuel par semaine. Le fait d'avoir des rapports sexuels n'est considéré par 15 femmes de l'échantillon comme une nécessité pour aucun des deux partenaires. Il s'agit en revanche d'un besoin pour les deux partenaires du point de vue du 13 femmes, et 9 affirment qu'il s'agit d'une nécessité seulement pour les hommes.

#### Analyse contemporaine
Pour l'historienne américaine Estelle Freedman (en), l'enquête de Mosher est une vraie « mine d'or » pour les chercheurs. Mosher pose des questions modernes pour l'époque, tout en mettant au jour la situation des femmes, prises entre les normes traditionnelles de l'époque victorienne et leurs considérations plus personnelles de la sexualité.

## Publications
- (en) Clelia Mosher, « Normal menstruation and some of the factors modifying it », Johns Hopkins Hospital Bulletin, vol. 12,‎ 1901, p. 178-179 (lire en ligne).
- (en) Clelia Mosher, « Functional periodicity in women and some of the modifying factors », California State Journal of Medicine, vol. 9, nos 1-2,‎ 1911, p. 4-8 (PMID 18735166, lire en ligne).
- (en) Clelia Mosher, « A physiologic treatment of congestive dysmenorrhea and kindred disorders associated with the menstrual function », Journal of the American Medical Association, vol. 62, no 17,‎ 1914, p. 1297-1301 (DOI 10.1001/jama.1914.02560420003002).
- (en) Clelia Mosher, The relation of health to the woman movement, National Board Young Women's Christian Associations, 1916 (lire en ligne).
- (en) Clelia Mosher, Woman’s physical freedom, New York, The Womans Press, 1923 (lire en ligne)
- (en) Clelia Duel Mosher, The Mosher survey : Sexual attitudes of 45 Victorian women, USA, Arno Press, 1980, 469 p. (ISBN 0-405-13090-2)